# Daleville (Alabama)
Daleville ist ein Ort im Dale County des US-Bundesstaats Alabama mit einer Gesamtfläche von 35,0 km².

## Demographie
Nach der Volkszählung aus dem Jahr 2000 hatte Daleville 4653 Einwohner, die sich auf 1980 Haushalte und 1245 Familien verteilten. Die Bevölkerungsdichte betrug somit 133 Einwohner/km². 64,2 % der Bevölkerung waren weiß, 25,36 % afroamerikanisch. In 41,7 % der Haushalte lebten Kinder unter 18 Jahren. Das Durchschnittseinkommen betrug 34473 Dollar pro Haushalt, wobei 13,8 % der Einwohner unterhalb der Armutsgrenze lebten.
2019 lebten dort 5102 Menschen.